# Trofeo Lombardia 2013-2014
Il Trofeo Lombardia 2013-2014 è stato il 33º campionato regionale di scacchi a squadre della Lombardia.
I sorteggi sono stati effettuati a Bratto il 21 agosto alla presenza degli arbitri Gabriele Carbonari e Lorenzo De Angelis.
Confermata la formula degli ultimi anni e la direzione dell'arbitro internazionale Maurizio Mascheroni.
Alla manifestazione parteciparono 42 formazioni: 15 nella Serie Top (1º livello) e 27 nella Serie Pioneer (2º livello).
Per il terzo anno consecutivo il tabellone della serie Top risultava incompleto.
Delle 16 squadre aventi diritto non risultava iscritta La Taverna di Melegnano che fu eliminata ai quarti dal Ceriano Clippers che poi vinse il Trofeo.
Record di iscrizioni nella Serie Pioneer: 27 contro le 19 dell'edizione precedente.
Ottimo il livello dei giocatori che potranno essere schierati in serie Top: due Grandi Maestri (Sabino Brunello e Alberto David prime scacchiere della Milanese 1881), quattro Maestri Internazionali (Emiliano Aranovitch, Ennio Arlandi, Fabrizio Bellia e Llambi Quendro) e sette Maestri FIDE (Carlo Barlocco, Nicola Bresciani, Franco Misiano, Marco Ricci, Marco Sbarra, Franco Trabattoni e Giuseppe Valenti).
Altri due titolati hanno giocato nella serie Pioneer: il Maestro Internazionale Daniele Genocchio e il Maestro FIDE Alec Salvetti.

## Serie Top

### Ottavi di finale
| Squadra #1       | Totale    | Squadra #2         | Andata    | Ritorno   |
| ---------------- | --------- | ------------------ | --------- | --------- |
| Ceriano Clippers | 8 - 0     | bye                | 4F - 0F   | 4F - 0F   |
| Milanese TNT     | 5.5 - 2.5 | Scacchi Bresso     | 3 - 1     | 2.5 - 1.5 |
| Veduggio         | 5.5 - 2.5 | Milanese Palladino | 3.5 - 0.5 | 2 - 2     |
| Brugherio        | 0 - 8     | Milanese Dal Verme | 0 - 4     | 0F - 4F   |
| Milanese 1881    | 6.5 - 1.5 | Como A             | 3 - 1     | 3.5 - 0.5 |
| Bergamo          | 3.5 - 4.5 | Scacco Matto       | 2.5 - 1.5 | 1 - 3     |
| Chess Projects   | 5 - 3     | Corsico            | 2 - 2     | 3 - 1     |
| Cavalli&Segugi A | 0.5 - 7.5 | Legnano A          | 0.5 - 3.5 | 0 - 4     |

### Playout
| Squadra #1         | Totale    | Squadra #2       | Andata    | Ritorno |
| ------------------ | --------- | ---------------- | --------- | ------- |
| Scacchi Bresso     | 8 - 0     | bye              | 4F - 0F   | 4F - 0F |
| Milanese Palladino | 5.5 - 2.5 | Brugherio        | 2.5 - 1.5 | 3 - 1   |
| Como A             | 0.5 - 7.5 | Bergamo          | 0.5 - 3.5 | 0F - 4F |
| Corsico            | 1.5 - 6.5 | Cavalli&Segugi A | 1.5 - 2.5 | 0F - 4F |

### Quarti di finale
| Squadra #1       | Totale | Squadra #2         | Andata    | Ritorno   |
| ---------------- | ------ | ------------------ | --------- | --------- |
| Ceriano Clippers | 5 - 3  | Milanese TNT       | 3 - 1     | 2 - 2     |
| Veduggio         | 2 - 6  | Milanese Dal Verme | 0.5 - 3.5 | 1.5 - 2.5 |
| Milanese 1881    | 5 - 3  | Scacco Matto       | 3.5 - 0.5 | 1.5 - 2.5 |
| Chess Projects   | 1 - 7  | Legnano A          | 1 - 3     | 0F - 4F   |

### Semifinali
| Squadra #1       | Risultato | Squadra #2         |
| ---------------- | --------- | ------------------ |
| Ceriano Clippers | 2 - 2     | Milanese Dal Verme |
| Legnano A        | 1 - 3     | Milanese 1881      |

### Finale 3º-4º posto
| Squadra #1         | Risultato | Squadra #2 |
| ------------------ | --------- | ---------- |
| Milanese Dal Verme | 2 - 2     | Legnano A  |

### Finale 1º-2º posto
| Squadra #1    | Risultato | Squadra #2       |
| ------------- | --------- | ---------------- |
| Milanese 1881 | 1 - 3     | Ceriano Clippers |

## Serie Pioneer

### Regular season
|  | Pos. | Pt | ID | Squadra                       | Rtg     | SumR  | WBrd  | BucT  |
|  | ---- | -- | -- | ----------------------------- | ------- | ----- | ----- | ----- |
|  | 1.   | 6  | 2  | Il Castelletto Milano         | 2167.00 | 12.00 | 19.20 | 10.00 |
|  | 2.   | 6  | 5  | Gallarate                     | 1912.25 | 8.00  | 13.00 | 9.00  |
|  | 3.   | 5  | 1  | CSKB Vigevano                 | 2248.25 | 8.00  | 12.40 | 8.00  |
|  | 4.   | 5  | 10 | Lonate Ceppino                | 1821.25 | 8.00  | 12.00 | 5.00  |
|  | 5.   | 4  | 17 | Como B                        | 1720.25 | 8.00  | 13.20 | 9.00  |
|  | 6.   | 4  | 7  | Tal Lentate                   | 1902.00 | 8.00  | 12.50 | 11.00 |
|  | 7.   | 4  | 16 | ASVB Vigevano                 | 1738.25 | 8.00  | 5.60  | 9.00  |
|  | 8.   | 4  | 6  | Bergamo B                     | 1903.00 | 7.50  | 12.05 | 12.00 |
|  | 9.   | 4  | 25 | Cormano D                     | 1440.00 | 6.50  | 10.55 | 7.00  |
|  | 10.  | 4  | 11 | Variante Ceriano              | 1798.25 | 6.50  | 10.15 | 11.00 |
|  | 11.  | 4  | 19 | Cormano A                     | 1650.25 | 6.00  | 9.80  | 6.00  |
|  | 12.  | 3  | 4  | La Mongolfiera Vimercate      | 1929.25 | 7.50  | 12.25 | 9.00  |
|  | 13.  | 3  | 9  | Cremona                       | 1847.50 | 6.00  | 9.80  | 9.00  |
|  | 14.  | 3  | 12 | Famiglia Legnanese B          | 1793.00 | 6.00  | 9.30  | 13.00 |
|  | 15.  | 3  | 15 | Arrocco Lungo Erba            | 1754.75 | 5.50  | 9.35  | 11.00 |
|  | 16.  | 3  | 20 | Cavalli&Segugi C Robecchetto  | 1508.00 | 5.50  | 8.35  | 9.00  |
|  | 17.  | 3  | 13 | Bergamo Pedrengo              | 1764.50 | 5.00  | 8.70  | 11.00 |
|  | 18.  | 2  | 18 | Cavalli&Segugi B Robecchetto  | 1714.25 | 6.50  | 4.15  | 12.00 |
|  | 19.  | 2  | 14 | Milanese Giovani              | 1756.50 | 6.00  | 9.60  | 10.00 |
|  | 20.  | 2  | 27 | Cormano C                     | 1439.25 | 6.00  | 3.10  | 9.00  |
|  | 21.  | 2  | 21 | Cormano E                     | 1491.00 | 5.00  | 8.30  | 5.00  |
|  | 22.  | 2  | 26 | Tallini Lentate               | 1440.00 | 5.00  | 1.30  | 7.00  |
|  | 23.  | 2  | 24 | Cormano F                     | 1461.75 | 4.50  | 0.65  | 9.00  |
|  | 24.  | 2  | 8  | Canal Cocquio                 | 1879.50 | 4.00  | 6.00  | 10.00 |
|  | 25.  | 1  | 3  | Accademia Onions Milano       | 2024.75 | 3.00  | 5.50  | 10.00 |
|  | 26.  | 1  | 23 | Cormano B                     | 1472.50 | 2.50  | 4.35  | 10.00 |
|  | 27.  | 0  | 22 | Bassa Milanese Pieve Emanuele | 1478.25 | 3.50  | 5.65  | 9.00  |

Legenda:

 Qualificata ai quarti di finale

### Quarti di finale
| Squadra #1     | Risultato | Squadra #2    |
| -------------- | --------- | ------------- |
| Il Castelletto | 3.5 - 0.5 | Bergamo B     |
| Gallarate      | 2.5 - 1.5 | ASVB Vigevano |
| CSKB Vigevano  | 3 - 1     | Tal Lentate   |
| Lonate Ceppino | 3 - 1     | Como B        |

### Semifinali
| Squadra #1     | Risultato | Squadra #2     |
| -------------- | --------- | -------------- |
| Il Castelletto | 3.5 - 0.5 | Lonate Ceppino |
| Gallarate      | 0 - 4     | CSKB Vigevano  |

### Finale 3º-4º posto
| Squadra #1 | Risultato | Squadra #2     |
| ---------- | --------- | -------------- |
| Gallarate  | 3 - 1     | Lonate Ceppino |

### Finale 1º-2º posto
| Squadra #1     | Risultato | Squadra #2    |
| -------------- | --------- | ------------- |
| Il Castelletto | 1.5 - 2.5 | CSKB Vigevano |